# 杨槱
杨槱（1917年10月17日—），男，江苏句容人，生于北京，中华人民共和国船舶设计专家。

## 生平
1940年获英国格拉斯哥大学一等荣誉学士学位。
1949年任大连大学工学院教授（现大连理工大学）。1950年代曾任上海造船学院系主任（划归上海交通大学）。1980年当选为中国科学院院士（学部委员）。
2002年被上海交通大学授予荣誉工学博士学位，任上海交通大学船舶海洋与建筑工程学院教授。